# Lycodon travancoricus
Lycodon travancoricus, también conocida como serpiente lobo de Travancore", es una especie de serpiente del género Lycodon, familia de los colúbridos.

## Hallazgo y distribución
Fue descrita por primera vez por el militar y naturalista británico Richard Henry Beddome, en el año 1870 y habita únicamente en Pakistán y la India, (Ghats occidentales, Andhra Pradesh, Tamil Nadu, Madhya Pradesh).

## Características
- Color: Marrón y amarilla.